# Ревматоидный фактор
Ревматоидный фактор — аутоантитела, реагирующие в качестве аутоантигена с собственными иммуноглобулинами G, подвергшимися изменениям под влиянием какого-либо агента (например, вируса).
Синтезируются плазматическими клетками синовиальной оболочки. Из суставов попадают в кровь, где создают иммунные комплексы, повреждающие стенки сосудов и синовиальную оболочку. Референсные значения: до 30 МЕд\мл.
Следующие факторы могут вызвать повышение ревматоидного фактора:
- Ревматоидный артрит (пациенты с серопозитивной формой ревматоидного артрита склонны к более тяжелому течению болезни: высокой активности воспалительного процесса, трудностью в достижении ремиссии, выраженностью деструктивного процесса, внесуставными проявлениями);
- Иные диффузные заболевания соединительной ткани (системная красная волчанка, системная склеродермия, саркоидоз, дерматомиозит, синдром Шегрена и др.);
- Инфекционные заболевания — септический эндокардит, инфекционный мононуклеоз, туберкулез, лепра, вирусные гепатиты в активной фазе;
- Паразитарные заболевания — малярия, лейшманиоз, трипаносомоз;
- Макроглобулинемия Вальденстрема, хронический лимфолейкоз, злокачественные новообразования, особенно метастазирующие в синовиальную оболочку, после ДЛТ и ПХТ6).